# アバカエヌム
アバカエヌム（古代ギリシア語: Ἀβάκαινον; Ἀβάκαινα）はシケリア（シチリア）の古代都市であり、海岸から6.5キロメートル、北岸のティンダリス（現在のティンダリ）とミュラエ（現在のミラッツォ）の間にあり、ティンダリスからの距離は13キロメートルである。

## 歴史
アバカエヌムはシケリア先住民のシケル人の都市であり、ギリシア人の殖民都市となったことはないが、その芸術・文化の影響を大きく受けている。ティンダリスは紀元前396年に建設された都市であるが、その地域はかつてはアバカエヌムの領域に含まれていた。しかし、シュラクサイの僭主ディオニュシオス1世から奪われたものである。ディオニュシオスは紀元前393年にマゴにアバカエヌムの戦いで勝利した。このときから、ディオニュシオス、アガトクレス、ヒエロン2世が実施した戦争において、アバカエヌムは重要な位置にあった：しかしヒエロン以降は歴史の表舞台から消え、キケロの『ウェッレス弾劾演説』にもその名前は出てこない。しかしプトレマイオスの記述にはアバカエヌムの名前が見え、彼の時代（2世紀）まで街は存在していたと思われる。おそらくは近隣のティンダリスが繁栄するにしたがって、アバカエヌムは衰退して言ったのであろう。
16世紀の歴史家トマソ・ファッツェーロ（en）の時代は、現在のトリーピが位置する丘の麓に存在していた遺跡は、ほとんど疑いなくアバカエヌムのものである。ファッツェーロは石材の破片、倒れた円柱、城壁の残骸について述べており、そこに大きな都市であったことを物語っている。

## コイン

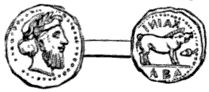
アバカエヌムのコイン

アバカエウムからは銀貨および銅貨が発掘されている。銀貨には猪が刻印されており、街の周囲にあったオークの森に多くの猪が生息していたことを表していると思われる。